# 텔레넷 재팬
주식회사 텔레넷 재팬은 일본의 비디오 게임 개발사였다. 1983월 설립돼 산하에 자회사 울프팀, 레이저 소프트 및 라이엇을 두고 있었다. 2007년 10월에 문을 닫았다.

## 역사
텔레넷 재팬은 1983년 10월 27일 후쿠시마 카즈유키가 설립했다.
2007년 9월 부채 10억 엔을 둔 상태에서 영업을 중지했고 같은 해 10월 25일 파산을 신청했다. 2009년 12월 선소프트가 텔레넷의 지적재산권 전체를 획득했으며 이후 버추얼 콘솔을 통한 재판매를 재개했다. 2020년 1월에는 일본 기업 에디아가 텔레넷의 판권을 구입했다.

## 게임 목록

### 개발
- 디지털 데빌 이야기 여신전생
- 에이스를 노려라!
- 골든 액스
- 쓰부라야 에이지
- 미래소년 코난

### 배급
- 엘리먼틀 마스터
- 게인 그라운드
- 이스 III: 원더러스 프롬 이스
- 사이보그 009

## 내용주
1. ↑  일본어: 株式会社日本テレネット, 일본어: Telenet Japan Co., Ltd.